# Katsunori Iketani

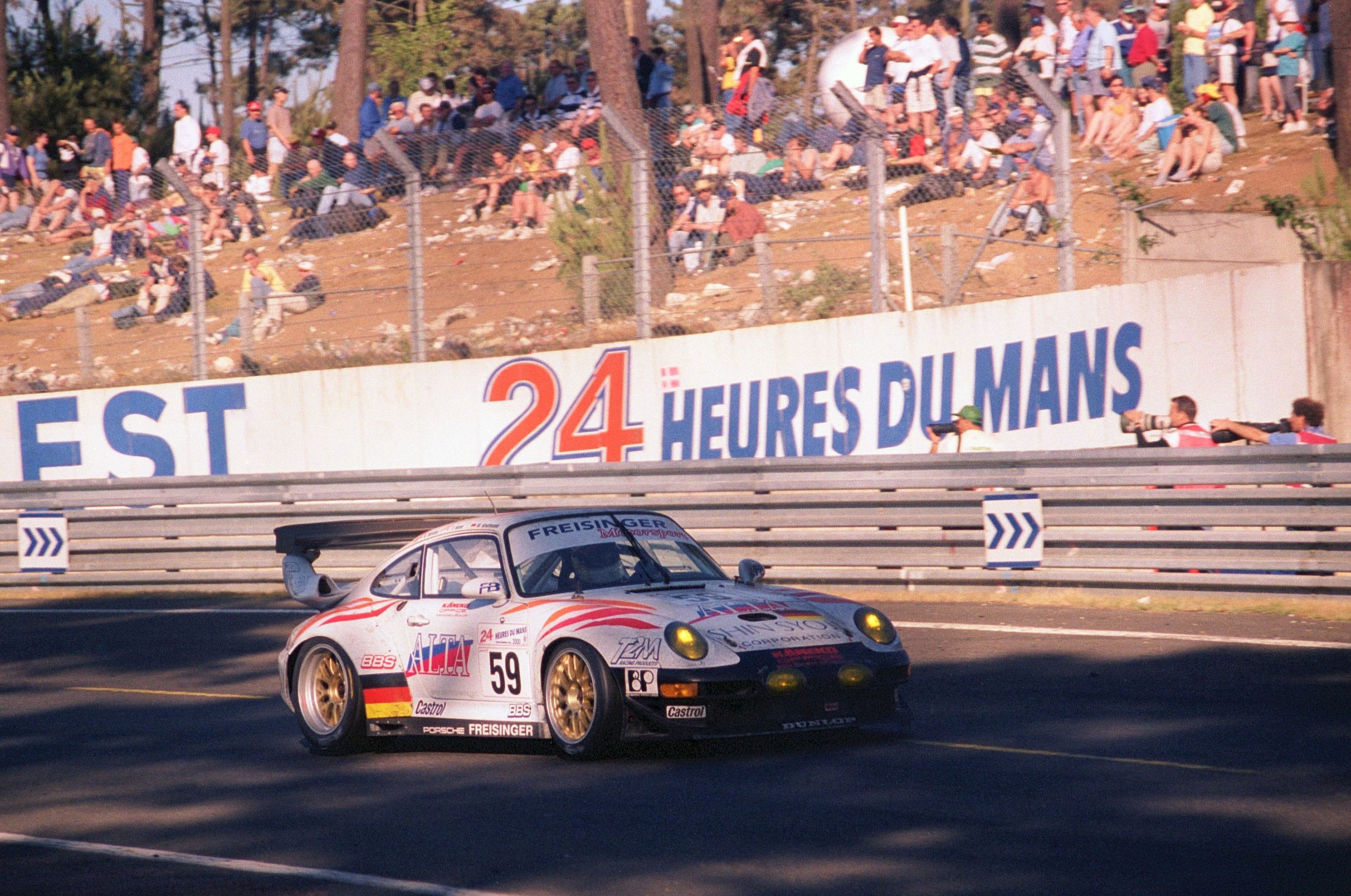
Der von Katsunori Iketani gefahrene Porsche 911 GT2 beim 24-Stunden-Rennen von Le Mans 2000

Katsunori Iketani (jap. 池谷 勝則, Iketani Katsunori; * 15. April 1953 in Yokohama) ist ein ehemaliger japanischer Autorennfahrer.

## Karriere als Rennfahrer
Katsunori Iketani begann seine Karriere in der japanischen Formel-3-Meisterschaft, wo er 1987 bei einem Rennen gemeldet war. 1988 wechselte er in die japanische Formel-3000-Meisterschaft, wo ihm in den folgenden Jahren keine nennenswerten Erfolge gelangen.
Parallel zu den Monopostoeinsätzen bestritt Iketani Sportwagenrennen. Er fuhr in der japanischen Sportwagen-Meisterschaft, in der Sportwagen-Weltmeisterschaft und ab 1995 in der Super GT. Seine beste Platzierung im Schlussklassement war der 10. Rang in GT300-Klasse 1997. Er ging viermal beim 24-Stunden-Rennen von Le Mans an den Start. 1989 erreichte er mit Tim Lee-Davey und Tom Dodd-Noble im Porsche 962C den 15. Endrang im Gesamtklassement. 1990 wurde er mit den Partnern Pierre de Thoisy und Patrick Trucco – erneut auf einem Porsche 962C – 26. im Schlussklassement. Bei den beiden folgenden Einsätzen konnte er sich nicht platzieren.

## Statistik

### Le-Mans-Ergebnisse
| Jahr | Team                  | Fahrzeug        | Teamkollege       | Teamkollege    | Platzierung | Ausfallgrund |
| ---- | --------------------- | --------------- | ----------------- | -------------- | ----------- | ------------ |
| 1989 | Team Davey            | Porsche 962C    | Tim Lee-Davey     | Tom Dodd-Noble | Rang 15     |              |
| 1990 | Team Davy             | Porsche 962C    | Pierre de Thoisy  | Patrick Trucco | Rang 26     |              |
| 1999 | Freisinger Motorsport | Porsche 911 GT2 | Ray Lintott       | Manfred Jurasz | Ausfall     | Unfall       |
| 2000 | Freisinger Motorsport | Porsche 993 GT2 | Wolfgang Kaufmann | Yukihiro Hane  | Ausfall     | Aufhängung   |

### Einzelergebnisse in der Sportwagen-Weltmeisterschaft
| Saison | Team       | Rennwagen   | 1   | 2   | 3   | 4   | 5   | 6   | 7   | 8   | 9   | 10  | 11  |
| ------ | ---------- | ----------- | --- | --- | --- | --- | --- | --- | --- | --- | --- | --- | --- |
| 1988   | Team Davey | Porsche 962 | JER | JAR | MON | SIL | LEM | BRÜ | BRH | NÜR | SPA | FUJ | SAN |
| 1988   | Team Davey | Porsche 962 |     |     |     |     |     |     | DNF |     |     |     |     |